# Michel Rio (football)
Pour les articles homonymes, voir Rio et Michel Rio.
Michel Rio, né le 7 mars 1963 à Saint-Brieuc, est un footballeur professionnel français, devenu entraîneur à un niveau amateur.

## Biographie
Ce milieu de terrain, mesurant 1,79m pour 72 kg, est sélectionné en Équipe de France olympique[réf. nécessaire]. Il dispute au cours de sa carrière 237 matchs en première division et y inscrit 29 buts.
Il connaît un sommet de sa carrière à Caen, où il est titulaire dans une équipe qui termine en 1992 à la 5e place de première division. Alors que son contrat à Caen, en difficulté financière, n'est pas prolongé en 1992, il poursuit sa carrière au Havre. 
De 2004 à 2010, il est l'entraineur du « Club Olympique Briochin Stade Ploufraganais », le deuxième club de Saint-Brieuc, qui joue un temps en Division supérieure d'élite. En 2012 il est nommé sur le banc du FC Plérin, une autre équipe amateur de la région. En 2015 il décide de prendre du recul.
Il détient le record du but le plus rapide en Division 1 (8 secondes), grâce à un but marqué lors de la 29eme journée de la saison 1991-1992 lorsqu'il jouait pour le SM Caen (victoire 3-1) contre l'AS Cannes qui sera reléguée cette année-là,. Ce record réapparaît dans l'actualité sportive en août 2022 à l'occasion de la troisième journée de la saison 2022-2023 de Ligue 1 durant le match opposant le Paris Saint-Germain au LOSC. Lors de cette rencontre, Kylian Mbappé inscrit un but au bout de 8 ou 9 secondes de jeu selon les sources,. Michel Rio, vidéo à l'appui, affirme avoir inscrit son but au bout de 7 s 72 et que Mbappé a marqué le sien au bout de 8 s 06.

## Statistiques
| Saison                | Club                  | Championnat           | Championnat | Championnat | Coupe(s) nationale(s) | Coupe(s) nationale(s) | Total | Total |
| Saison                | Club                  | Division              | M.          | B.          | M.                    | B.                    | M.    | B.    |
| 1980-1981             | US Montagnarde        | D3                    | -           | -           | -                     | -                     | 0     | 0     |
| 1981-1982             | US Montagnarde        | D3                    | -           | -           | -                     | -                     | 0     | 0     |
| Sous-total            | Sous-total            | Sous-total            | -           | -           | -                     | -                     | 0     | 0     |
| 1982-1983             | Stade briochin        | D3                    | -           | -           | -                     | -                     | 0     | 0     |
| 1983-1984             | Stade briochin        | D4                    | -           | -           | -                     | -                     | 0     | 0     |
| Sous-total            | Sous-total            | Sous-total            | -           | -           | -                     | -                     | 0     | 0     |
| 1984-1985             | EA Guingamp           | D2                    | 34          | 10          | -                     | -                     | 34    | 10    |
| 1985-1986             | EA Guingamp           | D2                    | 34          | 9           | 1                     | 0                     | 35    | 9     |
| 1986-1987             | EA Guingamp           | D2                    | 16          | 8           | -                     | -                     | 16    | 8     |
| Sous-total            | Sous-total            | Sous-total            | 84          | 27          | 1                     | 0                     | 85    | 27    |
| 1986-1987             | FC Nantes             | D1                    | 20          | 1           | -                     | -                     | 20    | 1     |
| 1987-1988             | FC Nantes             | D1                    | 26          | 1           | 3                     | 0                     | 29    | 1     |
| 1988-1989             | FC Nantes             | D1                    | 2           | 0           | -                     | -                     | 2     | 0     |
| Sous-total            | Sous-total            | Sous-total            | 48          | 2           | 3                     | 0                     | 51    | 2     |
| 1988-1989             | FC Metz               | D1                    | 23          | 4           | 1                     | 0                     | 24    | 4     |
| Sous-total            | Sous-total            | Sous-total            | 23          | 4           | 1                     | 0                     | 24    | 4     |
| 1989-1990             | SM Caen               | D1                    | 36          | 3           | 1                     | 0                     | 37    | 3     |
| 1990-1991             | SM Caen               | D1                    | 35          | 6           | 1                     | 0                     | 36    | 6     |
| 1991-1992             | SM Caen               | D1                    | 36          | 8           | 4                     | 0                     | 40    | 8     |
| Sous-total            | Sous-total            | Sous-total            | 107         | 17          | 6                     | 0                     | 113   | 17    |
| 1992-1993             | Le Havre AC           | D1                    | 36          | 4           | 1                     | 0                     | 37    | 4     |
| 1993-1994             | Le Havre AC           | D1                    | 17          | 2           | -                     | -                     | 17    | 2     |
| 1994-1995             | Le Havre AC           | D1                    | 6           | 0           | -                     | -                     | 6     | 0     |
| Sous-total            | Sous-total            | Sous-total            | 59          | 6           | 1                     | 0                     | 60    | 6     |
| 1994-1995             | Stade briochin        | D2                    | 12          | 2           | 2                     | 0                     | 14    | 2     |
| 1995-1996             | Stade briochin        | D3                    | -           | -           | 1                     | 0                     | 1     | 0     |
| Sous-total            | Sous-total            | Sous-total            | 12          | 2           | 3                     | 0                     | 15    | 2     |
| Total sur la carrière | Total sur la carrière | Total sur la carrière | 333         | 58          | 15                    | 0                     | 348   | 58    |